# Африканская обыкновенная кукушка
Африканская обыкновенная кукушка (лат. Cuculus gularis) — один из видов рода кукушек в семействе Cuculidae. Встречается в Африке к югу от Сахары.

## Описание
Птица с длиной тела в среднем 32 см, весит около 110 г. Этот вид очень похож на обыкновенную кукушку Cuculus canorus, что в летнее время обитает в Евразии. Они различаются лишь деталями, у африканской обыкновенной кукушки иное распределение жёлтого и черных цветов на клюве. У африканского вида не встречается рыжая морфа у самок, но иногда самки имеют красновато-коричневое пятно на верхней части груди. Неполовозрелые птицы окрашены в тускло-серый цвет, и не бывают рыжими. Белые пятна на хвосте шире, чем обыкновенной кукушки.

## Распространение и среда обитания
Этот вид встречается на большей части Африки к югу от Сахары. Это монотипический вид с отсутствием деления на подвиды (ранее его самого рассматривали как подвид С. canorus). Это птица полу-открытых биотопов с древесной растительностью. Африканская обыкновенная кукушка избегает густых тропических лесов, но также избегает и полупустыни и другие засушливые районы.

## Гнездовая биология

### Виды-воспитатели
Как и другие виды рода Cuculus африканская обыкновенная кукушка — гнездовой паразит.
Список её птиц-воспитателей более 10 видов. Чаще всего яйца этого вида находят в гнёздах траурных дронго Dicrurus adsimilis (25 случаев в ЮАР, Намибии, Зимбабве и Замбии). По данным Фридмана из 16 находок яйц этой кукушки 4 были у Lanius collaris, по 3 у Dicrurus adsimilis и Laniarius ferrugineus и по 1 у Pycnonotus barbatus, Erythropygia paena, Erythropygia leucophrys, Passer griseus, Lamprotornis sp., Malaconotus zeylonus. Единственный раз, более 150 лет назад яйцо этого вида обнаружили чекановой горихвостки Cossypha caffra.
В Замбии процент заражённых гнёзд траурных дронго достигает 8 %. Однако в Гане за 5 лет наблюдений из 160 гнёзд Corvinella corvina яйцо кукушки было подкинуто только в одно.

### Яйца
Период откладки яиц не менее 9 недель. Основной фон яиц белый, голубоватый или зеленоватый. Присутствует рисунок из мелких коричневато-фиолетовых крапинок и бледных размытых серо-сиреневых пятен. Окраска очень напоминает окраску яиц дронго. По близости от Иоганнесбурга (ЮАР) яйца этого вида в гнёздах сорокопутов хорошо мимикрировали под цвет яиц хозяина. Размер яиц 24,9×17.6 мм (n=6).

### Развитие птенца
Вылупляется голым, кожа темно-фиолетовая, зев оранжевый. Глаза раскрываются и появляются кисточки маховых на 8-й день. Приёмные родители выкармливают птенца в гнезде 20—23 дня, и ещё несколько недель кормят его после вылета.